# إرفين أوتو ماركس
إرفين أوتو ماركس (بالألمانية: Erwin Otto Marx)‏ هو مهندس ومخترِع ألماني، ولد في 1893 في Mautitz ‏ في ألمانيا، وتوفي في 1980 في براونشفايغ في ألمانيا.